# Solidobalanus hawaiensis
Solidobalanus hawaiensis är en kräftdjursart som först beskrevs av Henry Augustus Pilsbry 1916.  Solidobalanus hawaiensis ingår i släktet Solidobalanus och familjen Archaeobalanidae. Inga underarter finns listade i Catalogue of Life.